# Campeonato Europeo de Escalada de 2019
El XIII Campeonato Europeo de Escalada se celebró en dos sedes: la prueba de bloque en Zakopane (Polonia) entre le 5 y el 7 de septiembre y las pruebas de dificultad y velocidad en Edimburgo (Reino Unido) entre el 4 y el 6 de octubre de 2019, bajo la organización de la Federación Internacional de Escalada Deportiva (IFSC), la Federación Polaca de Deportes de Escalada y la Federación Británica de Deportes de Escalada.

## Medallistas

### Masculino
| Evento             | Oro                                | Plata                                 | Bronce                           |
| ------------------ | ---------------------------------- | ------------------------------------- | -------------------------------- |
| Dificultad (06.10) | Adam Ondra · República Checa · 45+ | Alberto Ginés López · España · 38+    | Sascha Lehmann · Suiza · 34+     |
| Velocidad (05.10)  | Vladislav Deulin · Rusia           | Danyl Boldyrev · Ucrania              | Dmitri Timofeyev · Rusia         |
| Bloques (07.09)    | Mickaël Mawem Francia 2T4z 6b8     | Serguei Skorodumov · Rusia · 1T3z 1b5 | Vadim Timonov · Rusia · 1T3z 1b5 |

### Femenino
| Evento             | Oro                              | Plata                         | Bronce                             |
| ------------------ | -------------------------------- | ----------------------------- | ---------------------------------- |
| Dificultad (06.10) | Lučka Rakovec Eslovenia 46+      | Laura Rogora · Italia · 45+   | Luce Douady Francia 43             |
| Velocidad (05.10)  | Aleksandra Mirosław · Polonia    | Mariya Krasavina · Rusia      | Anouck Jaubert Francia             |
| Bloques (07.09)    | Urška Repušič Eslovenia 3T4z 4b5 | Vita Lukan Eslovenia 3T4z 6b8 | Irina Kuzmenko · Rusia · 3T4z 8b17 |

## Medallero
| Núm. | País            | Oro | Plata | Bronce | Total |
| ---- | --------------- | --- | ----- | ------ | ----- |
| 1    | Eslovenia       | 2   | 1     | 0      | 3     |
| 2    | Rusia           | 1   | 2     | 3      | 6     |
| 3    | Francia         | 1   | 0     | 2      | 3     |
| 4    | Polonia         | 1   | 0     | 0      | 1     |
| 4    | República Checa | 1   | 0     | 0      | 1     |
| 6    | España          | 0   | 1     | 0      | 1     |
| 6    | Italia          | 0   | 1     | 0      | 1     |
| 6    | Ucrania         | 0   | 1     | 0      | 1     |
| 9    | Suiza           | 0   | 0     | 1      | 1     |
|      | TOTAL           | 6   | 6     | 6      | 18    |